# Wrington
Wrington est un village et une paroisse civile dans le comté de Somerset en Angleterre.

## Historique
Le site était déjà habité à l'époque romaine et des traces de présence de Saxons ont été trouvées.
Wrington faisait partie de l'hundred de Brent-cum-Wrington.

## Personnalités notables
- Robert Carr (1er comte de Somerset) (1587 - 1645)[3]
- John Locke (1632 - 1704)[4]
- Hannah More (1745-1833)[5],[6]
- Henry Walford Davies (1869–1941)[7]